# Association américaine pour l'étude et la prévention de la mortalité infantile
L'Association américaine pour l'étude et la prévention de la mortalité infantile (AASPIM) est l'une des premières organisations à commencer à enquêter sur les taux de mortalité infantile en termes d'eugénisme. Elle défend l'intervention du gouvernement dans les tentatives de promotion de la santé des futurs citoyens.

## Histoire
L'AASPIM est fondée en novembre 1909 lors d'une cnférence sur la prévention de la mortalité infantile, organisée à New Haven (Connecticut) par l'American Association of Medicine (AAM). Sa première réunion annuelle a lieu à l'université Johns-Hopkins en novembre 1910.
Dans son allocution présidentielle de 1913 aux membres de AASPIM, Luther Emmett Holt (en), s'oppose à l'opinion que l'abaissement de la mortalité infantile pourrait aider les individus génétiquement inaptes à survivre et affecter ainsi la force de la nation. En revanche, il déclare :

« Nous devons éliminer les inaptes par la naissance et non par la mort. La race est le plus efficacement améliorée en empêchant le mariage et la reproduction des inaptes, parmi lesquels on peut classer les malades, les dégénérés, les anormaux et les criminels. »

## Source de la traduction
- (en) Cet article est partiellement ou en totalité issu de l’article de Wikipédia en anglais intitulé « American Association for the Study and Prevention of Infant Mortality » (voir la liste des auteurs).